# Mortal Love
Mortal Love ist eine norwegische Symphonic-Metal-Band, die zurzeit bei Massacre Records unter Vertrag steht. Ihre Musik kombiniert Sopran- und Tenorstimmen, während der Schwerpunkt auf einem beständigen Rhythmus liegt – zum Beispiel durch Klavier- und Synthesizermelodien und ein (verglichen mit anderen Genre-typischen Stücken) eher langsames Tempo. Das vorherrschende Thema in ihren Texten ist die melancholische Liebe. Ihre ersten drei Alben, die als Trilogie geplant und veröffentlicht wurden, handeln von einer tragischen Liebesgeschichte, die auf tatsächlichen Ereignissen basiert. Die Titel der drei Alben können als Satz kombiniert werden. (All the Beauty …, I Have Lost und Forever Will Be Gone, hintereinander als vollständiger Satz ins Deutsche übersetzt: All die Schönheit, die ich verloren habe, wird für immer verloren sein.)
Das letzte Album der Trilogie wurde am 22. September 2006 veröffentlicht.

## Diskografie

### Alben
- All the Beauty … (2002)
- I Have Lost … (2005)
- Forever Will Be Gone (2006)